# Monterey Park (Kalifornija)
Monterey Park je grad u američkoj saveznoj državi Kalifornija. Prema popisu stanovništva iz 2010. u njemu je živjelo 60.269 stanovnika.